# Bocundji Ca
Bocundji Ca (Biombo, 28 dicembre 1986) è un ex calciatore guineense, di ruolo centrocampista.

## Carriera

### Club
Trasferitosi da bambino in Francia, si è formato calcisticamente nel Nantes, che lo ha fatto esordire in massima serie il 15 gennaio 2005. Nel 2007 la squadra retrocesse, ma Ca rimase fino al successivo gennaio, quando passò in prestito al Tours, nel Championnat National. La squadra fu promossa in Ligue 2 e Ca acquistato a titolo definitivo.
Dopo una stagione, nel 2009 è ritornato in Ligue 1, con la maglia del Nancy.
Il 25 luglio 2011 si trasferisce a titolo definitivo al Reims, con il quale firma un contratto biennale, più opzione per il terzo.

### Nazionale
Pur essendo cittadino della Guinea-Bissau, avendo lontane origini guineane, era stato convocato, nel 2006 nella nazionale della Guinea dal commissario tecnico Patrice Niveau, ma il giocatore l'ha rifiutata.
Nel 2010 è stato selezionato per la prima volta per la sua nazionale.